# ريموند ليان
ريموند ليان (بالإنجليزية: Raymond Leane) (و. 1878 – 1962 م) هو عسكري أسترالي، ولد في Prospect, South Australia ‏، ويحمل رتبة عسكرية عميد، توفي في أديلايد، عن عمر يناهز 84 عاماً.

## الخدمة العسكرية
خدم في جيش أستراليا.

## جوائز
حصل على جوائز منها:
- وسام الصليب العسكري البريطاني
- شريك وسام القديس ميخائيل والقديس جورج  [لغات أخرى]‏
- نيشان الحمام من رتبة مرافق  [لغات أخرى]‏
- لقب فارس